# 1-я бомбардировочная авиационная дивизия
1-я бомбардировочная авиационная Сталинградская Краснознамённая дивизия (1-я бад) — авиационное соединение Военно-Воздушных сил (ВВС) Вооружённых Сил РККА бомбардировочной авиации, принимавшее участие в боевых действиях Великой Отечественной войны.

## История наименований дивизии
- 26-я авиационная дивизия;
- 26-я дальне-бомбардировочная авиационная дивизия;
- 26-я дальняя бомбардировочная авиационная дивизия;
- 1-я транспортная авиационная дивизия;
- 1-я авиационная дивизия дальнего действия;
- 1-я авиационная Сталинградская дивизия дальнего действия;
- 1-я бомбардировочная авиационная Сталинградская дивизия;
- 1-я бомбардировочная авиационная Сталинградская Краснознамённая дивизия;
- 1-я транспортная авиационная Сталинградская Краснознамённая дивизия;
- 1-я военно-транспортная авиационная Сталинградская Краснознамённая дивизия;
- Войсковая часть (Полевая почта) 29607.

## История и боевой путь дивизии
Дивизия переформирована в 1-ю бомбардировочную авиационную дивизию из 1-й авиационной дивизии дальнего действия 26 декабря 1944 года в соответствии Директивой Генерального Штаба орг.10/315706 от 26 декабря 1944 года, а 7-й авиационный корпус дальнего действия переформирован в 3-й гвардейский бомбардировочный авиационный корпус в соответствии с Постановлением ГКО СССР от 6 декабря 1944 года.
На заключительном этапе войны в 1945 году дивизия участвовала в разгроме противника под Кёнигсбергом, на кюстринском плацдарме и в Берлинской наступательной операции.
В начале апреля 1945 года дивизия в составе корпуса перебазировалась с аэродромного узла Вильно на новый аэродромный узел Минск-Мазовецкий с базированием на аэродромах аэроузла Вышкув.
В мае дивизия базировалась на аэроузле Венгрув, где встретила День Победы.

### Участие в операциях и битвах
- Кенигсбергская операция[1] — с 6 апреля 1945 года по 9 апреля 1945 года.
- Висло-Одерская стратегическая наступательная операция[1] — с 30 января 1945 года по 9 февраля 1945 года.
- Берлинская операция[1] — с 16 апреля 1945 года по 8 мая 1945 года.

### В действующей армии
В составе действующей армии дивизия находилась с 26  декабря 1944 года по 9 мая 1945 года.

### Командир дивизии
| Звание                | Имя                        | Период                                  | Примечание |
| --------------------- | -------------------------- | --------------------------------------- | ---------- |
| Генерал-майор авиации | Картаков Василий Андреевич | 26 декабря 1944 года — 1 июня 1946 года |            |

### В составе объединений
| Дата          | Армия                               | Корпус                                              | Примечание      |
| ------------- | ----------------------------------- | --------------------------------------------------- | --------------- |
| 26.12.1944 г. | 18-я воздушная армия                | 3-й гвардейский бомбардировочный авиационный корпус |                 |
| 01.04.1946 г. | 1-я воздушная армия дальней авиации | 3-й гвардейский бомбардировочный авиационный корпус |                 |
| 01.05.1946 г. | 1-я воздушная армия дальней авиации |                                                     |                 |
| 10.06.1946 г. | 1-я воздушная армия дальней авиации |                                                     | переформирована |

## Послевоенная история дивизии
После окончания войны дивизия вместе с корпусом перебазировалась с аэродромного узла Минск-Мазовецкий на Бобруйский аэродромный узел. С апреля 1946 года в корпус в составе 1-й воздушной армии дальней авиации, созданной на базе 3-й воздушной армии.
С мая 1946 года дивизия находилась в прямом подчинении командующего воздушной армией. С 10 июня 1946 года 1-я бомбардировочная авиационная Сталинградская Краснознамённая дивизия преобразована в 1-ю авиационную транспортную Сталинградскую Краснознамённую дивизию с перебазированием на аэродром Черниговка. Дивизия вошла в подчинение Главному командованию десантных войск.

## Части и отдельные подразделения дивизии
За весь период своего существования боевой состав дивизии оставался постоянным:
| Период                     | Наименование                                        | Вооружение                                                                 |
| -------------------------- | --------------------------------------------------- | -------------------------------------------------------------------------- |
| 26.12.1944 — 15.12.1945 г. | 31-й гвардейский бомбардировочный авиационный полк  | ПС-84, переименован в 186-й гвардейский бомбардировочный авиационный полк. |
| 26.12.1944 — 15.12.1945 г. | 32-й гвардейский бомбардировочный авиационный полк  | ПС-84, переименован в 192-й гвардейский бомбардировочный авиационный полк. |
| 26.12.1944 — 01.05.1946 г. | 334-й бомбардировочный авиационный полк             | ПС-84, передан в состав 18-й гв. тад                                       |
| 15.12.1945 — 01.05.1946 г. | 186-й гвардейский бомбардировочный авиационный полк | ПС-84, передан в состав 18-й гв. тад                                       |
| 15.12.1945 — 01.05.1946 г. | 192-й гвардейский бомбардировочный авиационный полк | ПС-84, вошёл в состав 1-й тад                                              |

## Почётные наименования
- 334-му бомбардировочному авиационному полку за отличные боевые действия и проявленные при этом мужество и героизм Приказом НКО СССР № 0111 от 11 июня 1945 года на основании Приказа ВГК № 359 от 2 мая 1945 года присвоено почётное наименование «Берлинский»[5]

## Награды
- 1-я авиационная Сталинградская дивизия дальнего действия Указом Президиума Верховного Совета СССР от 5 ноября 1944 года награждена орденом Красного Знамени.

## Отличившиеся воины дивизии
- Рыбин Николай Ильич, майор, командир эскадрильи 32-го гвардейского бомбардировочного авиационного полка 1-й бомбардировочной авиационной дивизии 3-го гвардейского бомбардировочного авиационного корпуса 18-й воздушной врмии Указом Президиума Верховного Совета СССР от 29 июня 1945 года удостоен звания Герой Советского Союза. Золотая Звезда № 7585.
- Буланов Алексей Парфёнович, капитан, штурман эскадрильи 334-го бомбардировочного авиационного полка 1-й бомбардировочной авиационной дивизии 3-го гвардейского бомбардировочного авиационного корпуса 18-й воздушной армии Указом Президиума Верховного Совета СССР от 15 мая 1946 года удостоен звания Герой Советского Союза. Золотая Звезда № 8262.

## Благодарности Верховного Главного Командования
Воинам дивизии в состав корпуса объявлены благодарности:
- За овладение городом Клайпеда[6]
- За овладение городом и военно-морской базой Гдыня[7]
- За разгром группы немецких войск юго-западнее города Кенигсберг[8]
- За овладение городом и крепостью Гданьск[9]
- За овладение городом и крепостью Кенигсберг[8]
- За овладение городами Франкфурт-на-Одере, Вандлитц, Ораниенбург, Биркенвердер, Геннигсдорф, Панков, Фридрихсфельде, Карлсхорст, Кепеник и вступление в столицу Германии город Берлин[10]
- За овладение городом Берлин[5]
- За овладение портом и военно-морской базой Свинемюнде[11]